# Eulithis decolorata
Eulithis decolorata là một loài bướm đêm trong họ Geometridae.